# Sergio Andricaín
Sergio Andricaín (nacido en La Habana, Cuba, en 1956) es un escritor, periodista, crítico, investigador literario y editor. Se graduó en Sociología en La Universidad de La Habana y realizó estudios de posgrado en el Centro Latinoamericano de Demografía, con sede en Costa Rica.
Trabajó como investigador del Centro de Investigaciones Culturales Juan Marinello, del Ministerio de Cultura de Cuba, y del departamento de Demografía del Comité Estatal de Estadísticas. 
En 1991, en Costa Rica, fue asesor del programa nacional de lectura Un libro, un amigo, realizado por el Ministerio de Cultura, Juventud y Deportes, y profesor del Taller Modular de Promoción de Lectura , proyecto desarrollado por la Oficina Subregional de Educación de la UNESCO para Centroamérica y Panamá. Fue consultor de esta última institución en dos proyectos editoriales: la Colección Biblioteca del Promotor de Lectura y el libro Niños y niñas del país. 
Entre 1994 y 1999 residió en Bogotá, Colombia. Allí trabajó como oficial de proyectos del Centro Latinoamericano para el Libro y la Lectura (CERLALC) y como editor de la revista infantil de la Fundación Nacional Batuta. Participó en la creación de la asociación Taller de Talleres.
Como periodista ha colaborado con revistas y periódicos Cuba (La gaceta de Cuba, Revolución y Cultura, El caimán barbudo, En julio como en enero y Diéresis), Costa Rica (La Nación y Zurquí), Colombia (Espantapájaros, Hojas de lectura, Revista latinoamericana de literatura infantil y juvenil), España (Escuela y Biblioteca y Amigos del libro) y Estados Unidos ("Newsweek en español, Prevention en español, Buen Hogar, Travel & Leisure y Cosmopolitan en español).
Actualmente vive en Miami, Estados Unidos. 
Creó con Antonio Orlando Rodríguez la Fundación Cuatrogatos (www.cuatrogatos.org), que desarrolla proyectos educativos y culturales, con énfasis en el fomento de la lectura.
En 2021 ha ganado el Premio de Literatura Infantil y Juvenil Campoy-Ada 2020 a los libros de imágenes que combinan ficción y no ficción, por la Colección A lomo de cuento, que ha publicado con Antonio Orlando Rodríguez, y que ha sido ilustrada por Elisabeth Builes, Roger Ycaza, Israel Barrón, Carolina Durán y Nuria Feijoo.